# Eichenried (Kalbach)
Eichenried ist der nach Einwohnerzahl kleinste Ortsteil in der Gemeinde Kalbach im osthessischen Landkreis Fulda.

## Geographische Lage
Eichenried liegt auf einer Höhe von 475 m über NN im Süden des Landkreises Fulda, im Naturpark Hessische Rhön. Der Ort  grenzt im Nordwesten an Mittelkalbach, im Osten an Oberkalbach und im Süden an Veitsteinbach.
Der Landrückentunnel, der mit 10.779 m längste Tunnel Deutschlands, unterquert Eichenried mit einer Überdeckung von mehr als 100 m.

## Geschichte

### Ortsgeschichte
Der Fürstabt des Klosters Fulda, Johann III. von Henneberg-Schleusingen († 1541), ließ den Weiler im Jahre 1523 in der Gemarkung von Veitsteinbach anlegen. Veitsteinbach und Eichenried waren damals eine Gemeinde. Das führte 1534 zu einem Prozess zwischen Philipp von Eberstein und dem Kloster, da Philipp von Eberstein nun analog einen Anteil am Zehnten auch von Eichenried verlangte. Veitsteinbach wurde schon 953 genannt, ist also wesentlich älter als Eichenried. Da es im 14. und 15. Jahrhundert von seinen Einwohnern vorübergehend verlassen worden war, wurde seine Gemarkung zwischen Eichenried und Mittelkalbach aufgeteilt.
Eichenried gehörte zum Oberamt Neuhof der Fürstabtei Fulda das 1803 infolge des Reichsdeputationshauptschlusses an das  Fürstentum Nassau-Oranien-Fulda viel. Während der napoleonischen Zeit stand das Amt Neuhof – und damit auch Eichenried – ab 1806 unter französischer Militärverwaltung und gehörte dann von 1810 bis 1813 zum Großherzogtum Frankfurt. Anschließend fiel es an das Kurfürstentum Hessen zurück. Nach der Verwaltungsreform des Kurfürstentums Hessen von 1821, die Kurhessen in vier Provinzen und 22 Kreise einteilte, kam Eichenried in den Kreis Fulda. Veitsteinbach war bis 1837 ein Ortsteil von Eichenried, wurde dann wieder selbstständig.
Hessische Gebietsreform (1970–1977)
Im Zuge der Gebietsreform in Hessen gab es Veränderungen. Zum 1. September 1969 wurde die Gemeinde Eichenried in die Gemeinde Veitsteinbach eingegliedert.
Zum 1. April 1972 schlossen sich im Zuge der Gebietsreform die Gemeinden Mittelkalbach, Niederkalbach und Veitsteinbach unter dem Namen Mittelkalbach zusammen. Diese wurde aber bereits zum 1. August 1972 kraft Landesgesetz in der Gemeinde Kalbach eingegliedert. Für Eichenried, Mittelkalbach. Niederkahlbach und Veitsteinbach wurden, wie für die anderen Ortsteile von Kalbach, je ein Ortsbezirk eingerichtet.

### Verwaltungsgeschichte im Überblick
Die folgende Liste zeigt die Staaten und Verwaltungseinheiten, denen Eichenried angehört(e):
- vor 1803: Heiliges Römisches Reich, Fürstabtei Fulda, Oberamt Neuhof
- ab 1803: Heiliges Römisches Reich, Fürstentum Nassau-Oranien-Fulda, Amt Neuhof[Anm. 2]
- 1806–1810: Kaiserreich Frankreich,[Anm. 3] Fürstentum Fulda, Amt Neuhof (Militärverwaltung)
- 1810–1813: Großherzogtum Frankfurt, Departement Fulda, Distrikt Salmünster
- ab 1816: Kurfürstentum Hessen,[Anm. 4] Provinz Fulda, Amt Neuhof[6]
- ab 1821/22: Kurfürstentum Hessen, Provinz Hanau, Kreis Fulda[7][Anm. 5]
- ab 1848: Kurfürstentum Hessen, Bezirk Fulda
- ab 1851: Kurfürstentum Hessen, Provinz Hanau, Kreis Fulda
- ab 1867: Königreich Preußen,[Anm. 6] Provinz Hessen-Nassau, Regierungsbezirk Kassel, Kreis Fulda
- ab 1871: Deutsches Reich, Königreich Preußen, Provinz Hessen-Nassau, Regierungsbezirk Kassel, Kreis Fulda
- ab 1918: Deutsches Reich, Freistaat Preußen, Provinz Hessen-Nassau, Regierungsbezirk Kassel, Kreis Fulda
- ab 1944: Deutsches Reich, Freistaat Preußen, Provinz Kurhessen, Landkreis Fulda
- ab 1945: Deutsches Reich, Amerikanische Besatzungszone,[Anm. 7] Groß-Hessen, Regierungsbezirk Kassel, Landkreis Fulda
- ab 1946: Deutsches Reich, Amerikanische Besatzungszone, Hessen, Regierungsbezirk Kassel, Landkreis Fulda
- ab 1949: Bundesrepublik Deutschland, Hessen, Regierungsbezirk Kassel, Landkreis Fulda
- ab 1969: Bundesrepublik Deutschland, Hessen, Regierungsbezirk Kassel, Landkreis Fulda, Gemeinde Veitsteinbach
- ab 1972: Bundesrepublik Deutschland, Hessen, Regierungsbezirk Kassel, Landkreis Fulda, Gemeinde Mittelkalbach[Anm. 8]
- ab 1972: Bundesrepublik Deutschland, Hessen, Regierungsbezirk Kassel, Landkreis Fulda, Gemeinde Kalbach

## Bevölkerung

### Einwohnerentwicklung
| • 1812: | 37 Feuerstellen, 326 Seelen |

| Eichenried: Einwohnerzahlen von 1834 bis 2020 | Eichenried: Einwohnerzahlen von 1834 bis 2020 | Eichenried: Einwohnerzahlen von 1834 bis 2020 | Eichenried: Einwohnerzahlen von 1834 bis 2020 | Eichenried: Einwohnerzahlen von 1834 bis 2020 |
| --- | --------------------------------------------- | --------------------------------------------- | --------------------------------------------- | --------------------------------------------- |
| Jahr |                                               |                                               |                                               | Einwohner                                     |
| 1834 | 1834                                          |                                               | 170                                           | 170                                           |
| 1840 | 1840                                          |                                               | 175                                           | 175                                           |
| 1846 | 1846                                          |                                               | 175                                           | 175                                           |
| 1852 | 1852                                          |                                               | 144                                           | 144                                           |
| 1858 | 1858                                          |                                               | 154                                           | 154                                           |
| 1864 | 1864                                          |                                               | 159                                           | 159                                           |
| 1871 | 1871                                          |                                               | 140                                           | 140                                           |
| 1875 | 1875                                          |                                               | 134                                           | 134                                           |
| 1885 | 1885                                          |                                               | 152                                           | 152                                           |
| 1895 | 1895                                          |                                               | 139                                           | 139                                           |
| 1905 | 1905                                          |                                               | 147                                           | 147                                           |
| 1910 | 1910                                          |                                               | 149                                           | 149                                           |
| 1925 | 1925                                          |                                               | 151                                           | 151                                           |
| 1939 | 1939                                          |                                               | 147                                           | 147                                           |
| 1946 | 1946                                          |                                               | 201                                           | 201                                           |
| 1950 | 1950                                          |                                               | 197                                           | 197                                           |
| 1956 | 1956                                          |                                               | 171                                           | 171                                           |
| 1961 | 1961                                          |                                               | 153                                           | 153                                           |
| 1967 | 1967                                          |                                               | 159                                           | 159                                           |
| 1970 | 1970                                          |                                               | 159                                           | 159                                           |
| 1972 | 1972                                          |                                               | 168                                           | 168                                           |
| 1987 | 1987                                          |                                               | 163                                           | 163                                           |
| 1989 | 1989                                          |                                               | 175                                           | 175                                           |
| 1996 | 1996                                          |                                               | 191                                           | 191                                           |
| 2006 | 2006                                          |                                               | 174                                           | 174                                           |
| 2011 | 2011                                          |                                               | 174                                           | 174                                           |
| 2016 | 2016                                          |                                               | 203                                           | 203                                           |
| 2020 | 2020                                          |                                               | 193                                           | 193                                           |
| Datenquelle: Historisches Gemeindeverzeichnis für Hessen: Die Bevölkerung der Gemeinden 1834 bis 1967. Wiesbaden: Hessisches Statistisches Landesamt, 1968. Weitere Quellen: nach 1970: Gemeinde Kalbach; Zensus 2011 |                                               |                                               |                                               |                                               |

### Historische Religionszugehörigkeit
| • 1885: | 152 katholische (= 100 %) Einwohner                                         |
| • 1961: | 152 römisch-katholische (= 99,35 %), ein evangelischer (= 0,65 %) Einwohner |

## Politik
Für Eichenried besteht ein Ortsbezirk (Gebiete der ehemaligen Gemeinde Eichenried) mit Ortsbeirat und Ortsvorsteher nach der Hessischen Gemeindeordnung.
Der Ortsbeirat besteht aus fünf Mitgliedern. Bei den Kommunalwahlen in Hessen 2021 traten nur die Freien Wähler für Eichenried (FWfE) zur Ortsbeiratswahl an. Der Ortsbeirat wählte Holger Quitt zum Ortsvorsteher.

## Sehenswürdigkeiten

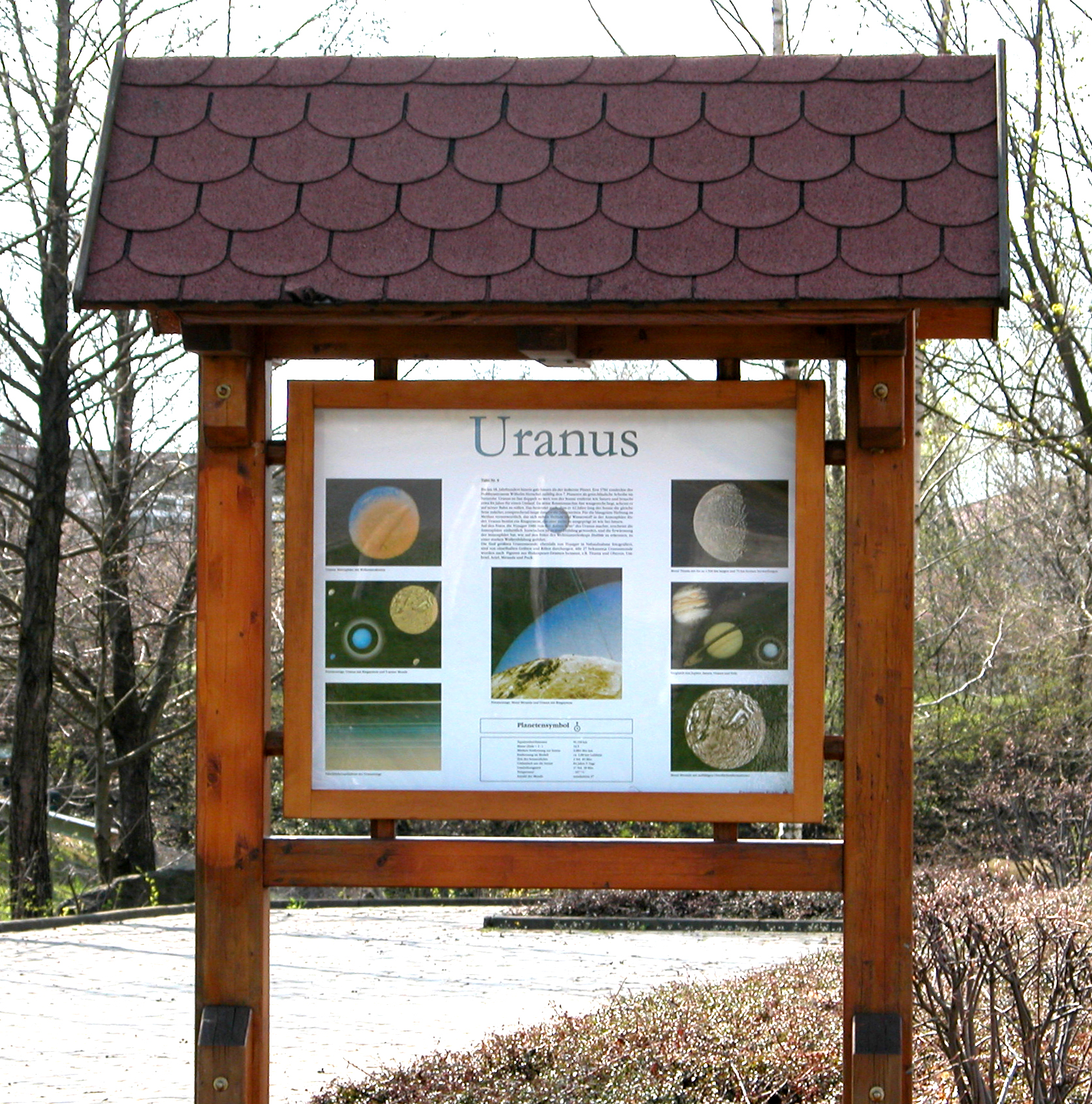
Uranustafel am Planetenwanderweg Neuhof–Kalbach

- Aussichtspunkt Eichenrieder Weitblick, 1995 eingeweiht.
- Planetenwanderweg

## Infrastruktur
- Eichenried hat ein eigenes Bürgerhaus.
- Durch den Ort führt die Landesstraße 3207.
- Die Linie 52 der Lokalen Nahverkehrsgesellschaft Fulda (LNG Fulda) stellt im ÖPNV die Verbindung zu den umliegenden Orten sicher.